# Alan Kotok
Alan Kotok (9 novembre 1941 - 26 mai 2006) est un informaticien américain, père de la première manette de jeu vidéo (en anglais joystick), il contribua également à Spacewar!, le premier jeu sur ordinateur.
La thèse de bachelier d'Alan Kotok au MIT s'intitule : A chess playing program for the IBM 7090 computer, et aboutit à l'un des premiers programmes d'échecs, Kotok-McCarthy en 1962.
Alan fut aussi un des instigateurs de la création du W3C et le président associé du W3C, au MIT, pendant les dernières années de sa vie. C'était également un grand amateur d'orgues.